# خوان دي هومديس
خوان دي هومديس (بالإسبانية: Juan de Homedes y Coscón)‏ ، ولد حوالي عام 1477 في أراغون وتوفي في 6 سبتمبر 1553 في مالطا ، هو الأستاذ الكبير 47  من الاستبارية من فرسان القديس يوحنا في القدس ، من 1536 إلى وفاته.

## سيرة
دخل منظمة فرسان الاستبارية عندما كان لا يزال في رودس وشارك في الدفاع عن الجزيرة خلال حصار 1522 ؛ إنه يتبع الفرسان الباقين على قيد الحياة في الرحلة التي جلبتهم إلى مالطا في عام 1530 ، ثم تشارلز الخامس ومن ثم منحهم السيادة على الأرخبيل (الذي يحمله ملك صقلية ) وعهد لهم بالدفاع عن طرابلس ، التي تحتلها الإسبانية منذ عام 1510.
انتخب خوان دي هومديس على درجة الاستاذ الكبير عام 1536 ، وكان على رأس المنظمة عام 1551 ، عندما تعرض الفرسان لهجوم عثماني قوي ، ردا على العملية التي قادها الإسبان ضد دراجوت إلى إفريقيا ( المهدية الحالية في تونس) . استولى دراجوت على هذه البلدة الصغيرة في وقت مبكر من عام 1550 من قاعدته في جربة ، ويشكل تهديدًا مباشرًا للرئيس الأسباني لجوليت ، بالقرب من تونس ؛ من سبتمبر 1550 سرب إسباني يستعيد إفريقيا ويحتلها. في فيفري 1551 يطلب الأتراك رسميًا من الإسبان مغادرة إفريقيا  ، وهو أمر مرفوض.
في يوليو 1551 ، هدد الأسطول العثماني بقيادة سنان باشا ودراجوت بميناء بيرجو ، وانتقل بعيدا ليخرب جزيرة جوزو حيث تم أسر 6000 شخص ، ثم توجهوا إلى طرابلس التي كانت محاصرة وسقطت بسهولة تامة ، بعد أن ثار جنود الحامية. يتم إطلاق الفرسان فور تدخل السفير الفرنسي في القسطنطينية ، الموجود في طرابلس إلى جانب الأتراك. هذا الفشل يؤدي إلى نقاشات في مالطا لتحديد المسؤوليات: يتم توجيه اتهامات بالارتجال ضد الاستاذ الكبير.
نتيجة لهذه الأحداث ، قام خوان دي هومديس بتحصين تحصينات ميناء بيرجو من 1551 إلى 1552 بدأ بناء حصين ، سان ميشيل عند المدخل الجنوبي للميناء الكبير ، وسان إلمي عند المدخل الشمالي ، في شبه جزيرة شيبيراس ، العمل الذي أنجزه خلفه.